# Miljana Musović
Miljana Musović, coniugata Bojović (in serbo Миляна Мусович-Бојовић?; Kosovska Mitrovica, 17 maggio 1987), è un'ex cestista serba.
Alta 181 cm per 75 kg, giocava come guardia.

## Carriera
Con la Serbia ha disputato due edizioni dei Campionati europei (2007, 2009).